# La joven Dolores
```

```

La Joven Dolores es el sexto álbum de la cantautora española Christina Rosenvinge, publicado en 2011 en formato CD/Libro. La canción elegida para darlo a conocer fue "Mi vida bajo el agua".

## Lista de canciones
1. Canción del eco (dueto con Georgia Hubley) - 6:40
2. Eva enamorada - 3:42
3. Mi vida bajo el agua - 3:47
4. Jorge y yo - 4:42
5. Tu sombra - 3:32
6. Weekend - 4:24
7. La idiota en mi (mayor) (dueto con Benjamin Biolay) - 4:30
8. Nuestra casa - 3:22
9. La noche del incendio - 4:21
10. Desierto - 4:15
11. Debut - 4:54

## Título del disco
El disco recibe el título de un antiguo barco que cubría el trayecto entre Ibiza y Formentera. Precisamente, en esta última isla Christina Rosenvinge ha pasado largas temporadas e incluso aseguró que Formentera sirvió de inspiración para algunas de sus canciones, como por ejemplo "Canción del eco". A pesar de que el barco 'La Joven Dolores' ha sido sustituido por modernos ferris, su memoria sigue muy presente en los pitiusos y el título del disco fue un guiño a ibicencos y formenterenses.